# Николеску, Татьяна Николаевна
Татья́на Николе́ску (рум. Tatiana Nicolescu, род. 8 июля 1923, Кишинёв) — румынский историк литературы и переводчик русской литературы,  исследователь русской литературы, профессор.

## Биография
Родилась в украинской семье Голем и Горющенко, эмигрантов из Советской России.
Окончила филологический и философский факультет Бухарестского университета.
Профессор, доктор, доцент Бухарестского университета на кафедре русской литературы при факультете славянских языков. Одновременно, в 1970-годах, профессор МГУ, преподавала румынский язык и литературу. Член редколлегии журнала «Secolul XX» («Двадцатый век»). Один из крупнейших переводчиков и историков русской литературы в Румынии и румынской литературы в России.
Также занималась исследования творчества Андрея Белого, Ивана Бунина и ряда других русских авторов.
С 1988 года - приглашенный профессор Института иностранных языков Университета Милана.
Муж — критик и историк литературы Георге Николеску (1911—1967).
Дочь — кандидат филологических наук Александра (Адина) Константина Николеску (p. 1955).

## Труды
- Opera lui Gogol în România (1959)
- Tolstoi şi literatura română (1963)
- Prozatori sovietici contemporani (1968)
- Ivan Bunin (1970)
- Pe scara timpului (1972)
- Andrei Belîi, studiu la ediţia «Multum in Parvo» (1975)
- Андрей Белый и театр. Москва, Изд. Радикс, 1995, 204 стр.
- Румынский язык : Учеб. [для вузов по направлению и специальности «Филология»] / Ю. П. Заюнчковский, Т. Николеску, Т. А. Репина; С.-Петерб. гос. ун-т. Пред. издание М., Высшая школа, 1982
- Повести и рассказы писателей Румынии : [Пер. с венг., нем., рум. / Сост. Т. Николеску, Н. Романенко; Предисл. Ю. Кожевникова]. М. Прогресс, 1981